# 上智大生靖国神社参拝拒否事件
上智大生靖国神社参拝拒否事件（じょうちだいせいやすくにじんじゃさんぱいきょひじけん）は、1932年（昭和7年）に上智大学の学生が靖国神社参拝を拒否したことに端を発する事件。

## 経緯

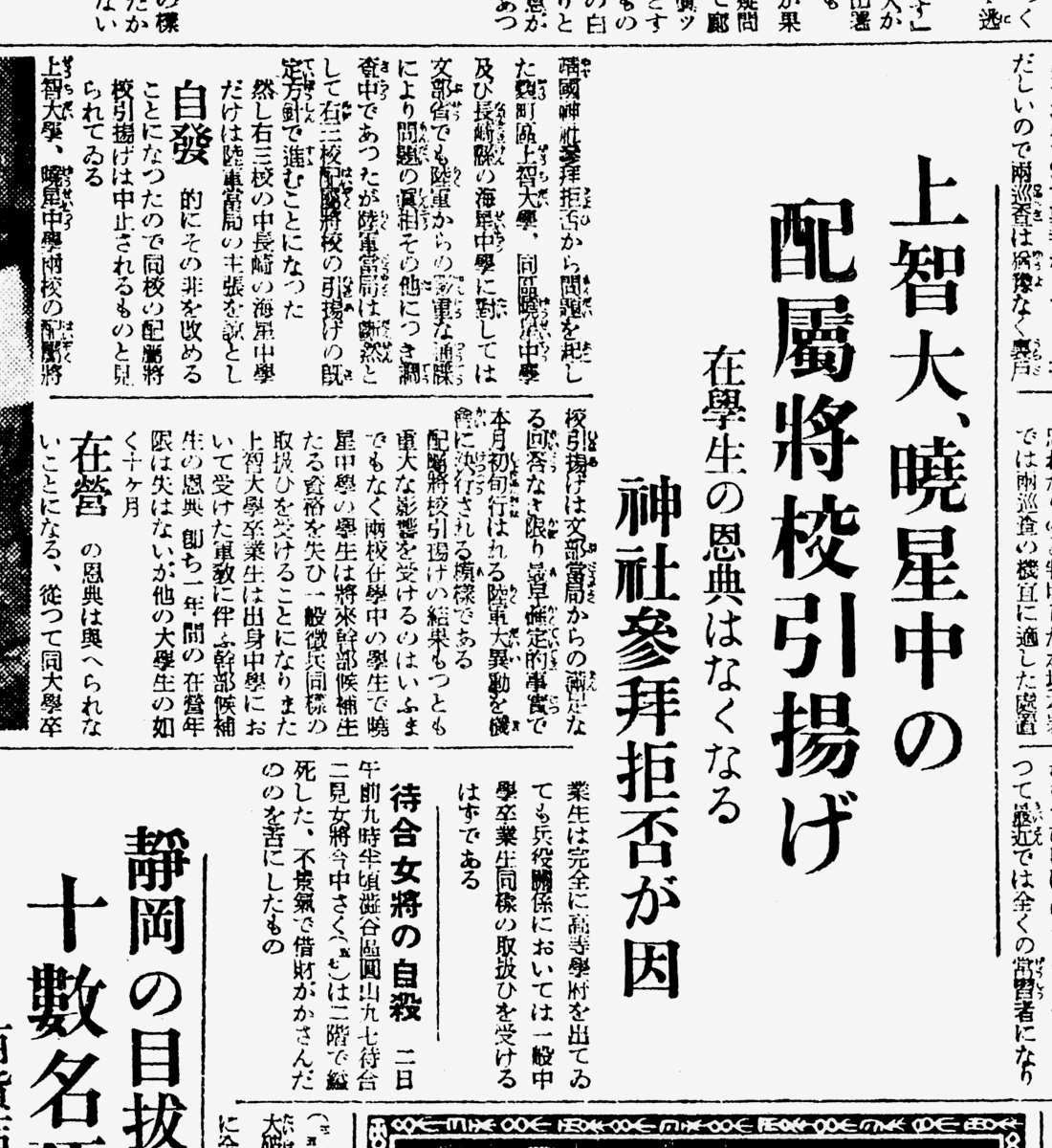
上智大、暁星中の配属将校引揚げ（『東京朝日新聞』 1932年12月3日付夕刊2面）

1932年（昭和7年）5月5日、当時、学校教練のために上智大学予科に配属されていた北原一視大佐が、学生60名を引率し靖国神社を参拝した際、カトリック信者の学生3名が靖国神社本殿に敬礼を行わなかった。
これを問題視した陸軍は配属将校引き揚げの意向を示す。当時、学校教練を履修すると兵役が10か月短縮されていたため、学校教練の実施は学生獲得の点から重要であり、将校引き揚げにより教練が中止されることは学校経営面からの死活問題であった。また、軍との決裂は、学校の取りつぶしやカトリック教会の弾圧にまで発展しかねないおそれもあった。
これに対して、日本カトリック教会の東京大司教区長であったジャン・アレキシス・シャンボンは1932年9月22日付書簡をもって文部大臣鳩山一郎に靖国参拝の意義について照会し、9月30日付の文部次官粟屋謙からの返信で、参拝は愛国・忠君のためのものであるとの回答を得る（なお、この返信は、参拝が宗教行為か否かについては触れていない）。カトリック教会は、この返信をもって靖国参拝は宗教行為ではないと解し、神社参拝を許容することで事態の収拾を図ろうとした。
しかし、1932年10月1日に事件を『報知新聞』が報じ、メディアで大きく取り上げられるようになると、世間からはカトリック教会への非難が一気に強まった。
カトリック教会はカトリック教会の国家や忠君愛国についての見解を示し誤解を解消する『カトリック的国家観』を出版することを、1932年11月20日に予告した。同書は1932年12月1日にカトリック中央出版部から出版され、カトリック信者にも愛国・忠君のための神社参拝が許容されることが公に示された。
カトリック教会の対応により、陸軍将校は上智大学に復帰したが、軍部の圧力の前に存亡の危機に瀕した日本のカトリック教会は、完全に屈服する道を選ぶことでこの危機を逃れた。そして、学長以下、神父、学生に至るまで靖国神社へ参拝し、聖省訓令「祖国に対する信者のつとめ」を出した。
21世紀に入り、西山俊彦神父は、これを「従来は他宗教への儀式を禁じていた教会が、物理的安全のために信仰者の魂を売り渡し、神社参拝を含む天皇制支配に屈服し」たのだと説明している。また、この「結果として教会は侵略戦争の推進に協力したことになる」と主張し、聖省訓令の取り消しを訴えている。